# Veldknobbeldaas
De veldknobbeldaas (Hybomitra montana) is een vliegensoort uit de familie van de dazen (Tabanidae). De wetenschappelijke naam van de soort is voor het eerst geldig gepubliceerd in 1820 door Meigen.

## Kenmerken
Hybomitra montana kan een lengte van 12,5 tot 16 mm bereiken. Het lichaam is zwart, de harige buik is geel met zwarte strepen en de vleugels zijn bruinachtig maar transparant. De samengestelde ogen zijn bij beide geslachten goed ontwikkeld. Ze hebben heldere blauwgroene ogen, met transversale rode banden. De notopleurale lob is geel en het achterlijf is op de rode zijvlekken zowel geel als zwart behaard. Bij vrouwtjes is de voorhoofdstriem 2,5 tot 4 maal zo hoog als breed. Bij mannetjes is het eerste lid van de antenne kort behaard en de kruin zonder plukje zwarte haren. 

## Levenswijze
Volwassen dazen zijn te vinden in juli en augustus. Mannetjes van deze soort voeden zich met plantensappen, terwijl vrouwtjes bloedzuigers zijn. De vrouwtjes hebben een hoge vruchtbaarheid. Bij het leggen van eitjes kunnen ze ongeveer 500 eieren leggen. De larven doorlopen 10 tot 13 stadia en de volledige levenscyclus duurt 3 tot 5 jaar. Deze dazen kunnen op veehouderijen aanzienlijke schade aanrichten.

## Voorkomen
Deze soort is te vinden in het grootste deel van Europa en in het oostelijke Palearctisch gebied. In Nederland komt het zeldzaam voor aan de kust en zeer zeldzaam in het binnenland .

## Habitat
Deze dazen leven in verschillende open landschappen, van bergen tot veengebieden en kwelders.